# 結婚しない
『結婚しない』（けっこんしない）は、2012年10月11日から12月20日までフジテレビ系列の「木曜劇場」枠で放送されたテレビドラマ。
タイトルロゴでは「Wonderful Single Life」（ワンダフル・シングル・ライフ）と英語表記されている。

## 概要
いつかは結婚したいと思っているのになかなか「結婚できない女」と、仕事を選んだ結果「結婚しない」ことを選択したと思っている女、そんな二人と関わっていくことになる「結婚をする余裕がない男」の、それぞれの生き方や友情、恋愛模様を描く。
菅野美穂と天海祐希のダブル主演で、木曜劇場出演は、菅野は『蜜の味〜A Taste Of Honey〜』（2011年10月期）、天海は『カエルの王女さま』（2012年4月期）以来である。また、玉木宏の木曜劇場出演は『鹿男あをによし』（2008年1月期）以来で、菅野との共演は『せつない』（1998年8月）、『愛し君へ』（2004年4月期）、『ギルティ 悪魔と契約した女』（2010年10月期）に続き4度目、天海との共演は『トップキャスター』（2006年4月期）以来2度目となる。福田彩乃は本作がフジテレビ系の連続ドラマ初出演となる。
なお、菅野が演じる千春の勤務先として、実在の旅行代理店・H.I.S.が登場し、実際にH.I.S.の高田馬場営業所で撮影が行われている。また、生花店が舞台の一つということもあり、千春や春子が手にした花が話のキーアイテムとなっており、バイトしている生花店Maison FLORALで、純平がプライスカード（第4話は千夏のブーケに添えたカード、第8話は千春から純平に贈られた花束に添えられたカード）にその花の花言葉を記している。最終話は純平に花言葉を聞いた千春がカードに書き、春子を見舞った時に贈ったダイヤモンドリリーが生けられた花瓶に添えている（後述）。

## あらすじ
旅行代理店に勤める千春は、元彼氏が婚約者とともに来店したことにショックを受け、家に帰っても家族に結婚しないのかと心配される。日頃の鬱憤を晴らすかのように、お気に入りの場所である公園の噴水前でやけ酒を飲んでいた千春は、自分が勤めている旅行代理店のパンフレットを紙飛行機にして飛ばした拍子に、はずれたブレスレットも噴水に投げ入れてしまう。そこを通りかかった春子は排水溝に紙が詰まるのを心配し、千春はブレスレットを取りに一緒に噴水の中に入り、運悪く水が噴き出るタイミングでお互いがずぶ濡れになってしまった上、パトロール中の警察官に補導された二人は調書を取るために交番で一夜を過ごす破目になる。この出来事が切っ掛けで2人は出会う。
ガーデンデザイナーの春子は、邸宅や公園などのデザインを手がけており、千春と出会った公園もその一つだった。ある日、かつて不倫関係にあった上司の樋口に命じられて視察した業績不振の生花店で純平と出会う。その後、会社の方針変更もあり、春子はその生花店の店長として出向を命じられる。
千春は再会したサークル仲間との約束が果たされなかったことや、未婚だった友人の突然の結婚と悲しい出来事が重なり、その辛さから路上で転倒してしまい、助けられた純平から赤いガーベラをもらう。
妹が結婚後、夫婦揃って実家で暮らし始めるため、居づらくなった千春は、1週間だけの約束で一緒に暮らさないかと春子に提案する。

## キャスト

### 主要人物
田中 千春〈34 → 35〉
演 - 菅野美穂
旅行代理店H.I.S.の契約社員。1977年10月4日生まれ。友人たちが次々と結婚や出産をしていくのを目の当たりにし、このまま一人で歳をとっていくのかと不安に駆られる。趣味はヨガ。手先は器用で、千夏のためにつぐみから借りたウェディングドレスのサイズを徹夜で直した。人付き合いもルックスもよく、料理も得意で、モテないわけではないのに、なぜ結婚できないのか家族にも友人にも不思議に思われている。千春という名前には「（千春が生まれた）秋は寂しいけれど、春がたくさんきますように」という思いが込められている。浅井と見合いをしたことで相手を好きになって恋愛をしてから結婚がしたいと思うようになる。嫌なことがあると、家の近くにある春子がデザインした公園に行き、野菜チップスを食しながらビールを飲んでいる。結婚した妹夫婦が実家にいることで居場所に困り、実家を出て春子の家に居候している。契約更新されないことになりH.I.S.を退職後、総合旅行業務取扱管理者試験を受け、資格を取得。
桐島 春子〈44〉
演 - 天海祐希
Natural Gardenerデザイン部 ガーデンデザイナー。1968年4月23日生まれ。バイクで通勤しており、車種はカワサキ・エストレヤ。かつて上司の樋口と不倫関係だったことや家庭の問題などが重なり、一生独身を貫き、結婚相手は「ガーデンの仕事」だと思うようになった。
新規プロジェクト「グランドヒルズ」のガーデンプランが採用されたが、会社の方針変更で家族層が主なターゲットとなったため、結婚していないことがネックになり、系列子会社の生花店・Maison FLORALの店長として勤務するよう樋口から出向命令が下る。独立する樋口に関係を初めからやり直して公私共にパートナーにならないかと誘われ、その後小林からも本社に戻らないかと声をかけられるが、生花店の仕事を通じて花と客とを繋ぎながらデザインの仕事を見つめ直したいとどちらの話も断った。子宮筋腫を患っていることが判明し手術することを選択した。
工藤 純平〈32〉
演 - 玉木宏
Maison FLORALのアルバイト店員。心優しい性格。美術大学を卒業したが、3年前のコンクールで瑞希に敗れてから絵を描かなくなった。絵の道に進むべきか悩んでいたが、千春に背中を押されて再び絵を描き始める。瑞希とパリに行く決意をするが出発直前に取りやめ、美大時代の先輩を頼って北海道で子供たちに絵を教えながら自身も絵を描く道を選ぶ。

### 千春の家族
田中 千夏→橘 千夏〈29〉
演 - 中村ゆり
千春の妹。明るくちゃっかりした性格。結婚後は田中家で陽一郎と自分の両親と一緒に暮らすことが決まっている。半年後に結婚式を挙げる予定だったが、妊娠したために取りやめ、友人だけを集めてパーティーを開こうとしていた。しかし千春から、娘の花嫁姿を見たいと願う母親の夢を叶えてあげようと説得され、春子・純平・つぐみの協力を得て、紀子の入院当日にガーデンウェディングを行った。
橘 陽一郎〈29〉
演 - 青柳翔
千夏の夫。
田中 卓〈58〉
演 - 春海四方
千春・千夏の父親。
田中 紀子〈56〉
演 - 市毛良枝
千春・千夏の母親。年齢を重ねるたびに千春の結婚相手が見つからないことを心配している。胃に小さい腫瘍が見つかり入院したが、手術は成功した。

### 春子の家族
桐島 陽子〈64〉
演 - 梶芽衣子
春子の母親。夫の死後、姑である房江を介護している。
桐島 房江
演 - 市川千恵子
春子の祖母。

### 明楓大学
谷川 修司〈46〉
演 - 小市慢太郎
教授。麻衣たちに現代社会学の講義をしている。バツイチ。母親に贈る花束を選んでもらった春子に好意を寄せる。母親の死後、実家の庭のデザインを春子に依頼し、残りの人生を一緒に過ごしてほしいとプロポーズした。この作品の脚本監修を手掛ける森川友義がモデルとなっている。
佐倉 麻衣〈18〉
演 - 三吉彩花
1年生。Maison FLORALのアルバイト店員。明るくしっかりした性格。イラストが得意で、谷川の現代社会学の授業でよくノートに落書きをしながら講義を聞いている。想いを寄せていた山田に告白し、付き合い始める。
鈴木 朋美〈18〉
演 - Sharo
1年生。美人ではきはきした物言いをする。
佐藤 翔太〈18〉
演 - 永江祐貴
1年生。
山田 弘樹〈18〉
演 - 東出昌大
1年生。麻衣に告白され、その想いを受け止め付き合うようになる。

### H.I.S.
鈴村 真里子〈29〉
演 - 福田彩乃
千春の後輩にあたる契約社員。結婚相手の理想が高く出会いを求めて合コンに参加していたが、最終的に近場の森田に落ち着く。
森田 純〈23〉
演 - 入江甚儀
千春・真里子の後輩社員。彼女と別れ、真里子と付き合い始める。
高原 誠司
演 - 徳重聡（第7 - 最終話）
千春の勤める営業所に本社から配属された社員。本社では団体旅行の企画取り扱い部門に所属していた。結婚を前提にした交際を千春に申し込み、その後プロポーズしたが、他に好きな人がいるので結婚できないと断られる。

### Natural Gardener デザイン部
原田 / 澤田
演 - 中野順一朗 / 田島俊弥
春子の同僚。
樋口 亨〈52〉
演 - 石橋凌
デザイン部部長。春子の元不倫相手。妻との離婚成立後、独立を考え、春子にもう一度やり直さないかと声をかけるが断られる。

### その他
河野 瑞希〈29〉
演 - 伊藤歩
純平の美術大学時代の後輩。初めての個展を開催した。純平に絵画の才能があると信じ尊敬している。活動拠点を海外に拡大するためパリに行くことになり純平を誘うが、出発直前に一緒に行けないと断られる。
美加子
演 - 西尾まり
千春の大学時代のサークル仲間。既婚者で娘がいる。
石川 由香里
演 - 西山繭子
千春の大学時代のサークル仲間。既婚者で息子がいる。夫のレストラン経営が行き詰まり家計を支えるため、おむすび権兵衛でパート社員として働いている。
渡辺 つぐみ〈35〉
演 - 市川実和子
千春の大学時代のサークル仲間。通信販売会社勤務。千春同様未婚だったが、元彼氏の子を妊娠したため、よりを戻して結婚することになる。千夏のウェディングドレスを探していた千春に、自ら着る予定だったマタニティのウェディングドレスを貸した。

### ゲスト

#### 第1話
小島 圭介
演 - 中村俊介（第3話）
千春の元彼氏で大学時代のサークル仲間。瞳と婚約し、新婚旅行先を選ぶために入った旅行代理店で偶然、千春と再会する。瞳のマリッジブルーで一方的に別れを切り出されたが、仲直りする。
久保 裕司
演 - 袴田吉彦
千春の大学時代のサークル仲間。圭介に教えてもらい、社員旅行の相談で千春の勤める旅行代理店を訪れる。大学時代に千春と「35歳になってもお互いが独身だったら結婚しよう」と約束していた。
菊池 瞳
演 - 長谷部瞳
圭介の婚約者。マリッジブルーに陥り圭介との結婚をやめようとしたが、その後、気持ちが回復し仲直りする。
警察官
演 - 徳井優（最終話）
神奈川県警察山手南警察署山本町交番 巡査。公園の噴水に入っていた千春と春子を不審者として補導し事情聴取する。

#### 第2話
浅井 隆史〈40〉
演 - 池内万作
あけぼの薬品薬品開発部研究員。結婚の条件は初婚で、40歳の自身を受け入れてくれ、ドイツ転勤についてきてくれることだった。
千春と見合いするが、最初に見合いした27歳の女性のことが忘れられずにいる。自身のブログ「アサイの徒然日記」で婚活について綴っている。
石川
演 - 八幡朋昭
由香里の夫。レストランを経営していたが、事業失敗により倒産する。

#### 第3話
沢井 秀雄
演 - 山中聡（第5・10話）
SAWAI HIDEO ART GALLERYオーナー。瑞希が開いた個展の主催者。純平にスタッフにならないかと声をかけるが、瑞希が持ち込んだ純平の絵を見て、画家としての才能がないと烙印を押す。その後千春が純平と絵を取り返しに来た時の非礼を詫びたことを告げ、すでに絵のファンがいる純平は一人の画家だと彼を認める発言をした。
美帆
演 - 松岡恵望子
千春の職場の後輩。来店した男性客と旅行の打ち合わせをしているうちに交際へと発展し、結婚が決まる。

#### 第4話
工藤 遼平
演 - 眞島秀和（最終話）
純平の兄。妻と息子がいる。商社勤務で上海支社への転勤が決まっている。
工藤 良雄
演 - 田窪一世
純平・遼平の叔父。娘の有紀はイギリスに留学する予定。

#### 第5話
樋口 詩織
演 - 筒井真理子
樋口の妻。春子と対面した際、彼女と夫の不倫関係は気付いていたと静かながらも痛烈に明かした。
樋口 愛美
演 - 藤本泉
樋口の娘。

#### 第6話
石川 蓮〈5〉
演 - 五十嵐空
由香里の息子。由香里が福岡に行っている間、千春が預かる。

#### 第8話
小林 和夫
演 - 高杉亘
Natural Gardener デザイン部副部長。樋口の退職に伴い、後任の部長に昇進。春子に本社に戻らないかと声をかける。

#### 第10話
高柳 優子
演 - 今野麻美（最終話）
産婦人科医。春子の担当医。

## スタッフ
- 脚本 - 山﨑宇子、坂口理子
- 音楽 - 末廣健一郎、MAYUKO
- 音楽プロデュース - 志田博英
- プロデュース - 中野利幸
- 演出 - 石井祐介、田中亮、関野宗紀
- 演出補 - 関野宗紀、青木達也
- 選曲 - 谷口広紀
- 音響効果 - 長澤佑樹
- 視覚効果 - 田村憲行
- 手書きタイトル - 福澤伸太郎
- オープニング・VFX - 山本雅之
- VFXスーパーバイザー - 佐竹淳
- VFX制作 - 阪田俊彦
- タイトルロゴ - m²
- 講義監修 - 森川友義
- 介護指導 - 針田進
- 医療監修 - 会澤芳樹
- 絵画制作監修 - 仲川ゆかり、多摩美術大学、東京造形大学
- 絵画協力・制作 - 佐藤智子
- 絵画指導 - 野口大地、藤ノ木拓磨
- プロデュース補 - 西田久美子、荻田真弓
- プロデュース助手 - 草ヶ谷大輔
- 制作著作 - フジテレビドラマ制作センター

## 主題歌
- コブクロ「紙飛行機」（ワーナーミュージック・ジャパン）[9]
  - コブクロの復帰後初となるシングルで、テレビドラマの主題歌は『流れ星』（2010年10月期）の主題歌「流星」以来となる。

## 放送日程
| 各話                                                       | 放送日         | サブタイトル                                                 | 花 「花言葉」                               | 演出     | 視聴率 |
| ---------------------------------------------------------- | -------------- | ------------------------------------------------------------ | ------------------------------------------- | -------- | ------ |
| 第1話                                                      | 2012年10月11日 | 結婚は当然!? 義務!? できないVSしない女!! 未婚女の恋と結婚!?  | ガーベラ 「一歩」                           | 石井祐介 | 13.0%  |
| 第2話                                                      | 2012年10月18日 | 結婚したい!! でも、譲れない条件とは!?                        | アスター 「信じる恋」                       | 石井祐介 | 13.6%  |
| 第3話                                                      | 2012年10月25日 | 不器用すぎる私達!? 話題沸騰!! 恋の行方は!! 今夜WEBと生連動!! | レンテンローズ 「大切な人、固い友情」       | 田中亮   | 10.3%  |
| 第4話                                                      | 2012年11月01日 | 独身=親不孝!? でも未婚女子の大奮闘!!                         | デルフィニウム 「あなたを幸せにします」     | 田中亮   | 10.9%  |
| 第5話                                                      | 2012年11月08日 | 動き出す想いとは!? 恋の先にある衝撃!!                        | アガパンサス 「恋の訪れ」                   | 石井祐介 | 12.2%  |
| 第6話                                                      | 2012年11月15日 | 走り出した愛とは!? 最後に見つけた答え                        | カーネーション 「母性愛」                   | 田中亮   | 11.3%  |
| 第7話                                                      | 2012年11月22日 | 好きなのにサヨナラ不器用な恋の代償!?                         | ストック 「見つめる未来」                   | 石井祐介 | 10.9%  |
| 第8話                                                      | 2012年11月29日 | キスの夜…恋と人生の大逆転!!                                  | ノバラ 「痛みから立ち上がる」               | 関野宗紀 | 10.6%  |
| 第9話                                                      | 2012年12月06日 | 女の友情に大波乱!! 平手打ちの涙!?                            | ポインセチア 「あなたの幸せを祈る」         | 石井祐介 | 12.7%  |
| 第10話                                                     | 2012年12月13日 | 女の人生、最後の選択                                         | シンビジウム 「素直な心」                   | 田中亮   | 12.6%  |
| 最終話                                                     | 2012年12月20日 | 最後の選択と決断!! 私達が出した答え!!                        | ダイヤモンドリリー 「また会う日を楽しみに」 | 石井祐介 | 11.7%  |
| 平均視聴率 11.8%（視聴率は関東地区・ビデオリサーチ社調べ） |                |                                                              |                                             |          |        |

## その他
- 第3話の本編放送中にGYAO!との連動企画で、『ドラマ「結婚しない」生ガールズトーク』が配信された。進行役は荘口彰久で、鈴村真里子役の福田彩乃、本作の脚本家である山﨑宇子・坂口理子、フジテレビアナウンサーの斉藤舞子・松村未央とともに、オンエアを見ながらドラマの誕生秘話や撮影裏話などのトークを繰り広げた。
- 福田彩乃と入江甚儀が出演した、本作とのコラボによるH.I.S.のCMが第5話以降、ドラマ放送時間限定で放送された。
- 作中に登場する生花店は、神奈川県横浜市に実在するMOTOMACHI花こ。